# Guiberto di Nogent

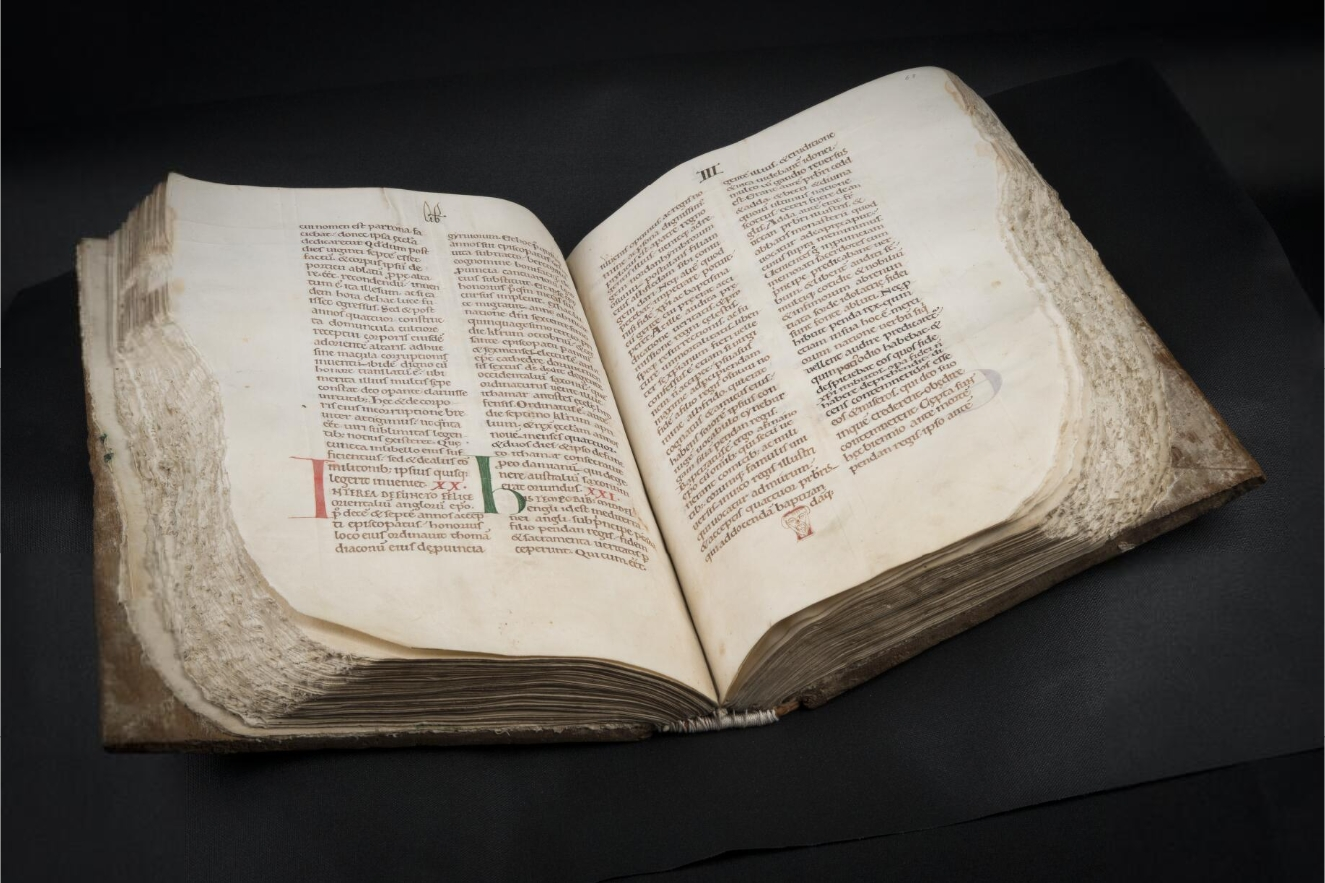
Gesta Dei per Francos

Guiberto o Gilberto di Nogent (Clermont, 15 aprile 1055 ... – Nogent-sous-Coucy, 1124 circa) è stato un monaco cristiano, teologo e storico francese abate del monastero di Notre-Dame a Nogent. Poco conosciuto al suo tempo, viene ricordato oggi per essere autore del Gesta Dei per Francos, di opere teologiche e di un’autobiografia.

## Biografia
Guiberto nacque da una famiglia della piccola aristocrazia piccarda, come ultimo dei figli del nobile cavaliere Eberardo, vassallo del signore di Clermont-en-Beauvaisis. Non si hanno notizie certe sulla città di nascita: egli ne dà un vago accenno come luogo in cui si venerava Sant’Arnolfo e se ne conservava un braccio.
La nascita, avvenuta durante un Sabato Santo, ebbe delle serie complicazioni: durante il parto la testa di Guiberto si girò verso il diaframma della madre, e si temeva che entrambi potessero morire. La famiglia fece allora un voto alla Vergine Maria promettendo che, se il bambino fosse sopravvissuto, questo avrebbe seguito la vita religiosa. Guiberto non parla mai della sua famiglia materna, mentre ricorda quella paterna esprimendo forti giudizi negativi: li definisce «bestie ignare di dio, gente feroce nelle armi, e rei di assassinio»; in particolare, denuncia la loro avidità dimostrata nel momento in cui, morto il padre di Guiberto, cercarono ogni mezzo per impadronirsi dei suoi beni.
Guiberto rimase orfano di padre a meno di otto mesi di vita e fu allevato con grande cura dalla madre, figura fondamentale della sua biografia che viene descritta nel De vita sua come una donna virtuosa e dalla grande devozione ai valori cristiani. L’istruzione del giovane Guiberto fu assegnata a un precettore di grammatica, che l’autore ricorda come un maestro intellettualmente mediocre e molto severo nelle punizioni, le quali consistevano in schiaffi e frustate.
A dodici anni divenne oblato nell'abbazia benedettina di Saint-Germer-de-Fly, nei pressi di Beauvais, dove, conquistato dalla vita ordinata dell'ambiente monastico, prese i voti molto presto.
In quegli anni, alle soglie dell’adolescenza, fu scosso da crisi morali interiori: visse alternativamente periodi di rifiuto alla religione e ritorni alla fede con presa di coscienza dei peccati a cui sentiva di essersi abbandonato. Il soggiorno a Saint-Germer durò quasi quarant’anni.
Gli anni al monastero furono fecondi per le sue attività intellettuali: provvide a colmare le sue lacune con forte passione e volontà. Dopo un periodo di intensi studi religiosi, iniziò con altrettanta dedizione a dedicarsi allo studio degli autori classici, in particolare Ovidio e Virgilio che furono dei veri e propri modelli di stile; i suoi primi sforzi letterari, sotto pseudonimo, furono rivolti alle poesie di argomento amoroso. L'amore per i classici rimase nella sua scrittura sotto forma di uno stile letterario circonvoluto e di frequenti richiami: nelle sue opere vengono citati apertamente anche Orazio, Terenzio, Cicerone, Seneca, che apprezzava non solo come modelli di eloquenza ma anche come fonti di insegnamenti morali.
Guiberto subì profondamente l'influenza intellettuale di Anselmo d'Aosta, abate della non lontana abbazia di Notre-Dame du Bec, e frequentemente in visita a Saint-Germer. Sotto la sua guida, pensatore tra i più grandi del suo tempo e uomo dal grande carisma, approfondì la meditazione sulla Bibbia e sugli scritti di Gregorio Magno; inoltre, apprese rudimenti di filosofia e di teologia. Anselmo aiutò Guiberto a impegnarsi nello studio dei profeti e dei Vangeli seguendo il metodo degli autori più antichi, cercando prima il senso allegorico e morale seguito da quello mistico. Ma per Guiberto, Anselmo fu soprattutto un maestro di valori etici improntati sulla forza cristiana delle esigenze razionali di giustizia, avvalorate dalla virtù della mitezza di cuore: stimolò nel discepolo una nuova coscienza sul ruolo di monaco e di intellettuale, improntata all’applicazione del proprio senso critico a fini morali.
Incoraggiato da Anselmo e col permesso dell'abate Garnier, seguì l'esempio di Gregorio Magno (autore dei Moralia in Iob) e si dedicò a comporre i Moralia sulla Genesi: quando l'abate si rese conto della mole e della complessità del lavoro, giudicandolo inadatto e sconveniente per un monaco così giovane, ritirò il permesso, ma Guiberto continuò di nascosto per poi stendere la versione definitiva solo alla morte di Garnier attorno al 1084.
Nel 1104, nonostante la famiglia avesse cercato di negoziare per lui cariche più importanti, accettò di diventare abate del monastero di Notre-Dame a Nogent (oggi nel comune di Coucy-le-Château-Auffrique, presso Laon), una povera e piccola abbazia fondata nel 1059. Guiberto era a carico di una modesta comunità monastica, ma il prestigio del ruolo di abate gli consentì comunque di entrare in contatto con personalità altolocate sia ecclesiastiche che civili (come papa Pasquale II e re Luigi VI), e gli permise di continuare a dedicarsi agli studi. Durante gli anni da abate, Guiberto compose le sue opere principali e in generale era molto dedito all’attività della scrittura: era il modo con cui meglio riusciva a formulare i suoi pensieri, e spesso revisionava i suoi manoscritti tra una stesura e l’altra.
Morì nella sua abbazia tra il 1124 ed il 1130. Guiberto non raggiunse grande notorietà al suo tempo e i suoi scritti non circolarono molto, come dimostra l’assenza pressoché totale di riferimenti e citazioni da parte di altri autori. Venne riscoperto nel XVII secolo dal monaco benedettino Luc d’Achery e fu studiato, a partire dalla seconda metà del XVII secolo, soprattutto come una fonte storica per aneddoti e informazioni sulla sua epoca.

## Opere principali
Gesta Dei per Francos

Al biennio 1107-1108 (o già al 1106, con una serie di revisioni, correzioni e ampliamenti operati fino al 1111) risale il Gesta Dei per Francos, un’opera di carattere storiografico che tratta i fatti e la temperie politica, militare e religiosa al tempo delle prime due Crociate, con un interesse preponderante per gli eventi della prima (cui però l’autore, per sua stessa ammissione, non prese parte). Anticipata da una lettera di dedica a Lisiardo, vescovo di Soissons assai stimato da Guiberto e imperniata su testimonianze di persone giudicate sincere dallo scrittore e sulla cronaca di un autore anonimo al seguito di Boemondo, l’opera non solo ripercorre in nove libri (l’ultimo dei quali aggregato ai precedenti otto da un altro autore a noi ignoto) gli eventi bellici e le gesta dei cristiani d’Occidente in Terrasanta, ma disserta anche intorno a questioni di natura teologica restituendoci il punto di vista autoriale intorno al significato delle Crociate, intese come una tappa fondamentale entro un cammino di salvezza, anche e specialmente per i laici che ad essa presero parte animati da fervore spirituale.
De pigneribus sanctorum
Composto plausibilmente tra il 1115 e il 1119, il De pigneribus sanctorum (opera in realtà priva di titolo, reso in italiano come Le reliquie dei santi) si configura come un trattato polemico-teologico indirizzato ai monaci dell’abbazia di San Medardo, rei -nell’ottica dell’autore- d’aver millantato il possesso e la custodia di un dente da latte di Gesù Cristo e d’aver tratto, sfruttando la fascinazione che esso poteva esercitare presso le masse, profitto e prestigio. Lo scritto, articolato in quattro libri (l’ultimo dei quali afferisce alla distinzione tra i due mondi, spirituale e materiale), bersaglia la rapacità dei presunti possessori della reliquia cristica e la credulità popolare, avviando al contempo una riflessione sull’eucaristia quale reale manifestazione del corpo di Cristo nella sua doppia natura storica e mistica e sulla necessità di un maggior rigore e di una maggiore prudenza nel campo della santità e dell’amministrazione della stessa.
De vita sua (o Monodiae)

A metà tra l’autobiografico e il cronachistico, il De vita sua, sive monodiarum libri III (o, più semplicemente, De vita sua) fu composto da Guiberto di Nogent tra il 1114 e il biennio 1115-1116. Si tratta di un’opera variegata e pluralistica in cui convergono numerosi temi, personaggi, giudizi ed esperienze. Organizzato in tre libri e ispirato alle ben più famose Confessiones di Sant’Agostino, questo scritto ripercorre l’esistenza dell’autore dall’assai tormentoso parto fino agli sconvolgimenti socio-politici che si verificarono a Laon durante la sua esperienza di abate e, in generale, fino alla seconda decade del XII secolo. La figura della madre e la grande devozione alla Madonna costituiscono i cardini della sfera emozionale di Guiberto, in cui si inseriscono anche visioni mistiche che talvolta assumono tratti demoniaci e orrifici.  A tutto ciò si aggiunge l’affresco dei principali eventi del tempo, tra cui spiccano le violentissime rivolte popolari che nella Pasqua del 1112 scossero Laon e culminarono nell’uccisione del vescovo della città e nel vilipendio del suo cadavere. Non mancano poi da parte dell’autore varie e colorite soluzioni lessicali, riflessioni talvolta piuttosto critiche circa il proprio e l’altrui (tanto dei laici quanto dei religiosi) operato e una vena nostalgica quando egli parla dei Carolingi, visti da Guiberto come i grandi e ineguagliabili padri della Francia.

## Altre opere
Tra le altre opere di Guiberto di Nogent figurano scritti giovanili relativi alla Vergine Maria e alla disciplina omiletica quali il De virginitate (1075-1080) e il Quo ordine sermo fieri debeat (1083-1086); lo scritto polemico Contra Iudaizantem et Iudeos (1110), i Moralia Geneseos (1113) e il De bucella Iudae data et de veritate Dominici Corporis, trattatello sull’eucaristia databile all’incirca al 1119. Tra gli scritti teologici della tarda età di Guiberto si annoverano il De laude sanctae Marie, altro scritto in lode della Madonna (composto tra il 1115 e il 1119) e le due serie di Tropologiae in prophetis (composte in età senile, tra 1121 e 1124). Non mancano, infine, componimenti poetici quali la sequenza di San Geremaro e il Rhythmus ad beatam Virginem et sanctum Iohannem evangelistam.

## Manoscritti ed edizioni a stampa
Per lo studio e l’analisi della tradizione manoscritta di Guiberto di Nogent si rimanda a R.B.C. Huygens, La tradition manuscrite de Guibert de Nogent, Gravenhage, 1991.
Gesta Dei per Francos
Tradizione manoscritta
- Berlin, Staatsbibliothek zu Berlin - Preußischer Kulturbesitz, lat. 2° 358 (XII secolo).
- Bern, Burgerbibliothek 458 (seconda metà del XII secolo).
- Città del Vaticano, Biblioteca Apostolica Vaticana, Reg. lat. 122 (XII secolo ex.).
- Firenze, Biblioteca Medicea Laurenziana, Ashburnham 1054 (secondo quarto del XII secolo).
- København, Kongelige Bibliotek, Fabricius 95 8° (prima metà del XII secolo).
- Paris, Bibliothèque Nationale de France, lat. 12945 (XIII secolo med.).
- Paris, Bibliothèque Nationale de France, lat. 18416 (seconda metà del XII secolo).
- Paris, Bibliothèque Nationale de France, lat. 18417 (terzo quarto del XII secolo).

Edizioni a stampa
- Gesta Dei per Francos, sive Orientalium expeditionum, et regni Francorum Hierosolimitani historia a variis, sed illius aevi scriptoribus, litteris commendata. Nunc primum aut editis, aut ad libros veteres emendatis, ed. Jacques Bongars, voll. 2, Hanoviae, 1611.
- Venerabilis Guiberti abbatis B. Mariae de Novigento Opera omnia, ed. Jean Luc d’Achery, Lutetaiae Parisiorum, 1651, pp. 367-453.
- Collection des mémoires relatifs à l'histoire de France, depuis la fondation de la monarchie françois jusqu’au 13e siècle, ed. F. Guizot, voll. 30, Parigi, 1823-1835, IX. pp. 1-338.
- Gesta Dei per Francos, J.P. Migne, Paris, 1853, Patrologia Latina 156, coll. 679-838.
- Guibert de Nogent Geste de Dieu par les Francs. Histoire de la première croisade, cur. Monique-Cécile Garand, Turnhout, 1998, pp. 43-306.
- Robert Levine, The Deeds of God through the Franks. A Translation of Guibert de Nogent's «Gesta Dei per Francos», Woodbridge-Rochester, New York, 1998.
- John Victor Tolan, Vie de Mahomet de Guibert de Nogent. Présentation du texte in Pays d'Islam et monde latin Xe-XIIIe siècle. Textes et documents, cur. Pierre Guichard-Denis Menjot, Lione, 2000.

De vita sua
Tradizione manoscritta
- Berlin, Staatsbibliothek zu Berlin - Preußischer Kulturbesitz, Phillipps 1690 (Rose 3r, Meerm. 467), XVII secolo.
- Città del Vaticano, Biblioteca Apostolica Vaticana, Reg. lat. 583 (conserva solo il terzo libro ed è databile al XV secolo).
- Laon, Archives Départementales de l’Aisne H 325.
- Paris, Bibliothèque Nationale de France, Collection Baluze 42 (quest’ultimo è il manoscritto su cui si basò il monaco benedettino D’Achery nel XVII secolo per la sua editio princeps delle opere di Guiberto).

Edizioni a stampa
- Venerabilis Guiberti abbatis B. Mariae de Novigento Opera omnia cit., ed. L. d’Achery. pp. 456-525.
- Collection des mémoires relatifs à l’histoire de France, depuis la fondation de la monarchie française jusqu’au 13e siècle cit., ed. François Guizot, voll. 30, IX. 341-508, X. 1-131.
- Guibert de Nogent Histoire de sa vie, ed. Georges Bourgin, 1053-1124, Parigi, 1907.
- The Autobiography of Guibert Abbot of Nogent-sous-Coucy, trad. Charles Cooke Swinton Bland, praef. George Gordon Coulton, Londra-New York, 1925.
- Self and Society in Medieval France: The Memoirs of Abbot Guibert of Nogent (1064? - c. 1125), cur. John F. Benton, trad. Charles Cooke Swinton Bland, New York-Evanston 1970.
- Guibert de Nogent Autobiographie, ed. Edmond-René Labande, Paris, 1981.
- Sogni e memorie di un abate medioevale. «La mia vita» di Guiberto di Nogent, ed. Nada Truci Cappelletti Franco Cardini, Novara, 1986.
- A Monk’s Confession. The Memoirs of Guibert of Nogent, cur. Paul J. Archambault, University Park, PA 1996.
- Sueños y memorias de un abad medieval. Guiberto de Nogent, De vita sua I-II, «Cistercium. revista monastica» 48, 1996.
- Guibert von Nogent Die Autobiographie, cur. Elmar Wilhelm, Stoccarda, 2012.

De pigneribus sanctorum
Tradizione manoscritta
- Paris, Bibliothèque Nationale de France, lat. 2900 (1116-1120).
- Berlin, Staatsbibliothek zu Berlin- Preußischer Kulturbesitz, Phillipps 1717 (Rose 2r), XVII secolo.

Edizioni a stampa
- Venerabilis Guiberti abbatis B. Mariae de Novigento Opera omnia cit., ed. L. d’Achery, pp. 327–366.
- «De pigneribus sanctorum» de Guibert de Nogent, ed. M.D. Marchand Mireux, Paris, 1974.
- Medieval Hagiography. An Anthology, cur. Thomas Head, New York 2000.
- Guiberto di Nogent, Le reliquie dei santi, a cura di Matteo Salaroli, Turnhout, 2015.

Contra Iudaizantem et Iudaeos
Tradizione manoscritta
- Berlin, Staatsbibliothek zu Berlin - Preußischer Kulturbesitz, Phillipps 1695 (Rose 64, Meerm. 472), XII secolo.
- Berlin, Staatsbibliothek zu Berlin - Preußischer Kulturbesitz, Phillipps 1690 (Rose 3r, Meerm. 467, XVII secolo.
- Bruxelles, KBR (olim Bibliothèque Royale «Albert Ier») II 1089 (1523) (Phillipps 4670), XIII secolo.
- Paris, Bibliothèque Nationale de France, lat. 2899 (XII secolo).
- Paris, Bibliothèque Nationale de France, lat. 10624 (XII sec. ex.).
- Città Del Vaticano, Biblioteca Apostolica Vaticana, Reg. lat. 235 (XII sec. ex.).

Edizioni a stampa
- Venerabilis Guiberti abbatis B. Mariae de Novigento Opera omnia cit., ed. L. d’Achery, pp. 264–81.

De bucella Iudae data et de veritate Dominici corporis
Tradizione manoscritta
- Berlin, Staatsbibliothek zu Berlin - Preußischer Kulturbesitz, Phillipps 1695 (Rose 64, Meerm. 472, XII secolo.
- Douai, Bibliothèque Marceline Desbordes-Valmore (olim Bibliothèque Municipale) 27 (XIII secolo).
- Douai, Bibliothèque Marceline Desbordes-Valmore (olim Bibliothèque Municipale) 354 (XII sec. in.).
- Paris, Bibliothèque Nationale de France, lat. 2501 (XII secolo).
- Città del Vaticano, Biblioteca Apostolica Vaticana, Reg. lat. 235 (sec. XII ex.).
- Paris, Bibliothèque Nationale de France, lat. 2900 (1116-1120).

Edizioni a stampa
- Venerabilis Guiberti abbatis B. Mariae de Novigento Opera omnia cit., ed. L. d’Achery, pp. 282–6.

De laude Sanctae Mariae
Tradizione manoscritta
- Berlin, Staatsbibliothek zu Berlin - Preußischer Kulturbesitz, Phillipps 1695 (Rose 64, Meerm. 472), XII secolo.
- Köln, Universitäts- und Stadtbibliothek GB IV 112 (seconda metà del XV secolo).
- Bruxelles, KBR (olim Bibliothèque Royale «Albert Ier») II 1089 (1523) (Phillipps 4670), XIII secolo.
- Città del Vaticano, Biblioteca Apostolica Vaticana, Reg. lat. 235 (sec. XII ex.).
- Douai, Bibliothèque Marceline Desbordes-Valmore (olim Bibliothèque Municipale) 354 (sec. XII in.).
- Basel/Bâle, Universitätsbibliothek (olim Öffentliche Bibliothek der Universität) B VIII 2 (ca. 1200).
- Berlin, Staatsbibliothek zu Berlin - Preußischer Kulturbesitz, lat. 8° 362 (XII secolo).
- Paris, Bibliothèque Nationale de France, lat. 673 (secoli XII-XIII).
- Chapel Hill, NC, University of North Carolina Library, Wilson Library. Rare Book Collection 516 (ca. 1200).
- Troyes, Médiathèque Jacques-Chirac (olim Bibliothèque Municipale; Médiathèque du Grand Troyes), Fonds ancien 658 (sec. XII ex.).
- Berlin, Staatsbibliothek zu Berlin - Preußischer Kulturbesitz, Phillipps 1690 (Rose 3r, Meerm. 467), XVII secolo.

Edizioni a stampa
- Venerabilis Guiberti abbatis B. Mariae de Novigento Opera omnia cit., ed. L. d’Achery, pp. 287–310.

De virginitate
Tradizione manoscritta
- Berlin, Staatsbibliothek zu Berlin - Preußischer Kulturbesitz, Phillipps 1695 (Rose 64, Meerm. 472), XII secolo.
- Bruxelles, KBR (olim Bibliothèque Royale «Albert Ier») II 1089 (1523) (Phillipps 4670), XIII secolo.
- Città del Vaticano, Biblioteca Apostolica Vaticana, Reg. lat. 235 (sec. XII ex.).
- Berlin, Staatsbibliothek zu Berlin-Preußischer Kulturbesitz, Phillipps 1690 (Rose 3r, Meerm. 467), XVII secolo.

Edizioni a stampa
- Venerabilis Guiberti abbatis B. Mariae de Novigento Opera omnia cit., ed. L. d’Achery, pp. 311–26.

Moralia Geneseos
Tradizione manoscritta
- Douai, Bibliothèque Marceline Desbordes-Valmore (olim Bibliothèque Municipale) 285 (seconda metà del XII secolo).
- Dijon, Bibliothèque Municipale 47 (29), XII secolo.
- Mons, Bibliothèque Centrale de l'Université de Mons-Hainaut (olim Bibliothèque Publique de la Ville; deinde Bibliothèque de l'Université de l'Etat), Fonds anciens 51/204 (terzo quarto del XII secolo).
- Paris, Bibliothèque Nationale de France, lat. 2500 (ca. 1113).
- Paris, Bibliothèque Nationale de France, lat. 2501 (XII secolo).
- Paris, Bibliothèque Nationale de France, lat. 529 (XII secolo).
- Troyes, Médiathèque Jacques-Chirac (olim Bibliothèque Municipale; Médiathèque du Grand Troyes)
- Fonds ancien 612 (seconda metà del XII secolo).

Edizioni a stampa
- Venerabilis Guiberti abbatis B. Mariae de Novigento Opera omnia cit., ed. L. d’Achery, pp. 1, 9-181.

Quo ordine sermo fieri debeat
Tradizione manoscritta
- Douai, Bibliothèque Marceline Desbordes-Valmore (olim Bibliothèque Municipale) 285 (seconda metà del XII secolo).
- Mons, Bibliothèque Centrale de l'Université de Mons-Hainaut (olim Bibliothèque Publique de la Ville; deinde Bibliothèque de l'Université de l'Etat), Fonds anciens 51/204 (terzo quarto del XII secolo).
- Paris, Bibliothèque Nationale de France, lat. 2500 (ca. 1113).
- Paris, Bibliothèque Nationale de France, lat. 2501 (XII secolo).
- Troyes, Médiathèque Jacques-Chirac (olim Bibliothèque Municipale; Médiathèque du Grand Troyes), Fonds ancien 612 (seconda metà del XII secolo).

Edizioni a stampa
- Venerabilis Guiberti abbatis B. Mariae de Novigento Opera omnia cit., ed. L. d’Achery, pp. 2–8.

Rhythmus ad beatam Virginem et sanctum Iohannem evangelistam.
Tradizione manoscritta
- Berlin, Staatsbibliothek zu Berlin-Preußischer Kulturbesitz, Phillipps 1695 (Rose 64, Meerm. 472), XII secolo.

Sequentia in festo Sancti Geremari
Tradizione manoscritta
- Paris, Bibliothèque Nationale de France, lat. 11765 (XVII secolo).

Edizioni a stampa
- François Dolbeau, Une séquence inédite de Guibert de Nogent «Revue bénédictine» 93, 1983, pp. 323–6.

Tropologiae in prophetas Osee et Amos ac Lamentationes Ieremiae
Tradizione manoscritta
- Paris, Bibliothèque Nationale de France, lat. 2502 (ca. 1121-1122), idiografo.
- Paris, Bibliothèque Nationale de France, lat. 2899 (XII secolo).
- Paris, Bibliothèque Nationale de France, lat. 13416 (sec. XII ex.).
- Paris, Bibliothèque Nationale de France, lat. 17282 (secondo quarto-metà del XIII secolo).
- Chapel Hill, NC, University of North Carolina Library, Wilson Library. Rare Book Collection 516 (ca. 1200).
- Troyes, Médiathèque Jacques-Chirac (olim Bibliothèque Municipale; Médiathèque du Grand Troyes), Fonds ancien 658 (sec. XII ex.).
- Soissons, Bibliotèque Municipale 73 (65), XIII secolo.

Edizioni a stampa
- Venerabilis Guiberti abbatis B. Mariae de Novigento Opera omnia cit., ed. L. d’Achery, pp. 182–263.

Tropologiae in Abdiam, Ionam, Micheam, Zachariam, Ioelem, Nahum, Habacuc et Sophonoiam
Tradizione manoscritta
- Paris, Bibliothèque Nationale de France, lat. 17282 (secondo quarto-metà del XIII secolo).
- Chapel Hill, NC, University of North Carolina Library, Wilson Library. Rare Book Collection 516 (ca. 1200).
- Troyes, Médiathèque Jacques-Chirac (olim Bibliothèque Municipale Médiathèque du Grand Troyes), Fonds ancien 658 (XII sec. ex.).
- Soissons, Bibliothèque Municipale 73 (65), XIII secolo.